# General Paz (departamento)
General Paz é um departamento da província de Corrientes. Possuía, em 2019, 15.685 habitantes.